# Shotwell (Programm)
Shotwell ist eine freie Bilderverwaltungs- und Bildbearbeitungs-Software für Linux. Sie ist Bestandteil der Desktop-Umgebung Gnome 3 und die Standardbildverwaltung der Linux-Distributionen Ubuntu (ab Version 10.10) und Fedora (bis Version 27).
Shotwell wird im Rahmen des Gnome-Projektes entwickelt. Hauptentwickler ist Jim Nelson. Die erste Veröffentlichung war Shotwell Version 0.1.0 im Jahr 2009 unter dem Dach der Yorba Foundation, die aber Anfang 2015 ihre Tätigkeit eingestellt hatte. Seit 2014 wird auch eine Abspaltung von Shotwell im Rahmen des Elementary-OS-Projekts entwickelt. Die Abspaltung wird als „Pantheon Photos“ bezeichnet. Verbesserungen sollen gegebenenfalls in das Originalprogramm übernommen werden.

## Funktionsumfang
Shotwell bietet Werkzeuge zum Import, zur Verwaltung und Bearbeitung sowie zum Export von Bildern. Als Datenbankgrundlage kommt SQLite zum Einsatz. Alle Veränderungen an Bildern sind verlustlos; sie werden in einem gesonderten Verzeichnis, das manuell festgelegt werden kann, gespeichert. Die Originaldatei kann jederzeit wiederhergestellt werden, nicht jedoch Zwischenschritte, da eine Bearbeitungshistorie fehlt.
Es werden die Dateiformate JPEG, TIFF, PNG und BMP sowie alle Raw-Formate gelesen, die auch von der Programmbibliothek Libraw unterstützt werden.
Der Import ist von externen Speichermedien, von einer angeschlossenen Digitalkamera oder auch von mit F-Spot verwalteten Fotobeständen möglich. Beim Import von einer Digitalkamera bedient sich Shotwell der Programmbibliothek von gPhoto.
Nach dem Import von Bildern werden diese in einer Baumstruktur nach Datum, Monaten und Tagen geordnet. Eine Sortierung der Bilder ist zudem nach Schlagworten und Bewertungen möglich. Exif-Daten, IPTC-Metadaten und XMP-Informationen der Bilder können von Shotwell angezeigt und eingeschränkt bearbeitet werden (modifiziert werden können: Titel, Schlagwörter, Datum, Uhrzeit, Bewertung). GPS-Informationen kann Shotwell nicht verarbeiten.
Zur Bildbearbeitung steht eine kleine Auswahl von Werkzeugen zur Verfügung. Dazu gehören eine Autokorrektur, eine Blitzaugen-Korrektur, Werkzeuge zur Veränderung des Tonwerts und eine Rotations- und Zuschnittfunktion.
Ein Export der Dateien ist beispielsweise zu Facebook, Flickr, Picasa sowie YouTube möglich. Dafür müssen gegebenenfalls entsprechende Plugins installiert werden. Zudem gibt es weitere Plugins, mit denen die Funktionalität von Shotwell erweitert werden kann.
Shotwell unterstützt auch den Import von Videos in den Formaten Ogg Theora, QuickTime, MPEG-4 und AVI durch Integration des Gstreamer-Multimedia-Frameworks.

## Kritik
In einem Test von vier Fotoverwaltungen für Linux im Linux-Magazin 09/13 lautete das Fazit, dass Shotwell im Vergleich zu Corel AfterShot Pro, Darktable und Digikam schlanker und übersichtlicher sei, dies jedoch auf Kosten der Funktionalität gehe. Für Experten sei Shotwell daher uninteressant.

In der Zusammenfassung des Ubuntu-Buches von Markus Fischer zu Ubuntu 12.04 heißt es, dass die Software durchweg einfach ohne verschachtelte Menüführung auskomme und Shotwell sich in Design und Ergonomie an Apples iPhoto orientiere.